# Ultimate Comics
Ultimate Comics ist ein Label des amerikanischen Verlages Marvel Comics, das modernisierte Neuinterpretationen der traditionellen Superhelden von Marvel zum Thema hat. Sie spielen im separaten Ultimate Universum, welches im Marvel-Multiversum als Erde-1610 bezeichnet wird. Im Gegensatz zu anderen Comicserien des Verlags nehmen diese Serien bewusst keinen Bezug zu vorher erschienenen Ausgaben anderer Comics, z. B. indem bestimmte Figuren aus früheren Comics erneut auftauchen oder auf vorherige Ereignisse eingegangen wird. Stattdessen wurden die Ultimate Comics im Jahr 2000 als frischer Start angelegt, in denen neue Leser die Geschichte der Charaktere von Beginn an mitverfolgen können. Dieser Schritt wurde als notwendig angesehen, da die meisten Marvel-Figuren aus den 1960er Jahren oder früher stammen. Das heißt, es ist für heutige Leser schwierig, die frühen Geschichten, die die Figuren definierten und auf die heute noch verwiesen wird, zu bekommen. Außerdem sind die Geschichten in ihrem Stil deutlich der damaligen Zeit (Kalter Krieg) sowie einem viel jüngeren Publikum verhaftet, weshalb eine unbefriedigende Diskrepanz in der Atmosphäre ein und derselben Serie auftrat.
Im Jahr 2009 gab es den ersten größeren Relaunch des Ultimate Universums im Rahmen des Events Ultimatum. Nach der Storyline Der Tod von Spider-Man kam es 2011 zu einer weiteren Veränderung des Status quo, als der verstorbene Peter Parker durch Miles Morales ersetzt wurde. Im Rahmen des Events Secret Wars kommt es ab Mai 2015 erstmals zu einem Kontakt des Ultimate Universums mit dem „klassischen“ Marvel-Comic-Universum. Da das Multiversum kollabiert, wird ein Ende des Ultimate Universums vermutet. Einzelne Personen aus ihm könnten in das neue Comicuniversum übernommen werden.
Die wichtigsten Serien aus dem Ultimate-Universum sind Der ultimative Spider-Man, Ultimate X-Men, Die Ultimativen (eine Neuinterpretation der Avengers) und Die Ultimativen Fantastic Four. Zusätzlich zu diesen vier fortlaufenden Serien erschienen mehrere Miniserien, etwa Der Ultimative Iron Man. Sie alle erzählen die Geschichte der klassischen Helden im zeitgemäßen Gewand und mit leichten Abwandlungen zum Original.